# Bernard Golden
Pour les articles homonymes, voir Golden.
Bernard Golden (23 novembre 1925 - 19 octobre 2008) est un espérantiste américain.

## Biographie
Bernard Golden nait le 23 novembre 1925 à Newark, dans le New Jersey, aux États-Unis,. Il est le fils des boutiquiers Nathan Golden et Regina Okun, originaires de l’Empire russe.

## Œuvres
- The influence of Volapük on Esperanto as indicated by lexical data (1980) ;
- Hieraŭ – hodiaŭ – morgaŭ (1982) ;
- Marĝene de la lernolibro (1982) ;
- Bestoj kaj homoj (1986) ;
- Kompletige al la lernolibro (1990) ;
- Infero en aŭtuno (1993) ;
- Antaŭ la kulisoj (1994) ;
- Ŝamanoj en la kosmo (1994).